# Practice What You Preach
Practice What You Preach (engl. für „Tue, was du predigst“) ist das dritte Studioalbum der US-amerikanischen Thrash-Metal-Band Testament. Es erschien im August 1989 bei Megaforce Records. Die Musik auf dem Album fiel zwar insgesamt kraftvoll und aggressiv, zum Teil aber etwas langsamer und technischer aus als auf den beiden Vorgängern. Mit The Ballad, zu der neben dem Titelstück und Greenhouse Effect auch ein Video gedreht wurde, war zudem eine Halbballade enthalten.

## Entstehungsgeschichte
Nach den langen Touraktivitäten für das Album The New Order waren Testament auf das Einspielen der nachfolgenden Platte besonders fokussiert. Mit Produzent Alex Perialas wurde diesmal im Frühjahr 1989 das Fantasy Studio in Berkeley, Kalifornien, gebucht, wo die Platte live eingespielt wurde. Als „assistierender“ Toningenieur fungierte Michael Rosen, der dann 1990 das nächste Album Souls of Black produzierte. Das zu The Ballad gedrehte Video war auf MTV nicht selten zu sehen, nachdem etwa mit Metallicas One vom im Vorjahr erschienenen Album …And Justice for All im Januar 1989 eine vergleichbare Halbballade den Weg in das Musikfernsehen gefunden hatte. Es folgte eine erfolgreiche US-Headliner-Tour mit Savatage und Wratchild America. Die Europa-Tour mit Mortal Sin Anfang 1990 war dagegen etwas weniger stark besucht.

## Texte
Mehr als auf den Vorgängeralben, wo eher okkulte und Fantasietexte anzutreffen waren, beinhalten die Texte auf Practice What You Preach oft politische und ökologische Themen, letzteres ist bei Greenhouse Effect (Treibhauseffekt) der Fall.

## Rezeption
Von manchen Rezensenten wurden zur Zeit der Veröffentlichung Vergleiche mit der Entwicklung Metallicas auf …And Justice for All gezogen. Götz Kühnemund vom Rock Hard verglich etwa die Gitarrenarbeit mit der Metallicas. Auch Chuck Billys Gesang sei demjenigen von James Hetfield ähnlich, dies sah Kühnemund als positiv an. Er bewertete die Platte als stärker als The New Order, bezeichnete sie trotz der Ballade als „lupenreines Speed/Thrash-Album“ und vergab neun von zehn Punkten. Alex Henderson von allmusic schrieb, trotz der geänderten Texte sei die musikalische Herangehensweise sehr ähnlich wie bei den vorausgegangenen Alben. Er vergab drei von fünf Punkten. Dagegen wurde Practice What You Preach auf www.bloodchamber.de als „zeitloses sowie progressives (!) Tondokument“ gewürdigt. Auch nach zwanzig Jahren sei „‚Practice ...’ immer noch ohrfrisch und quicklebendig.“ Mutmaßungen, Testament hätten zu dieser Zeit kommerzieller werden und auf den „Metallica-Zug aufspringen“ wollen, seien nicht gerechtfertigt, da der „sauschwere Thrash-Sound“ abseits von The Ballad „absolut nicht massenkompatibel“ sei. Neun von zehn Punkten waren hier die Bewertung.

## Titelliste
1. Practice What You Preach – 4:54 (Text: Billy, Peterson, Skolnick)
2. Perilous Nation – 5:50 (Text: Skolnick)
3. Envy Life – 4:16 (Text: Peterson)
4. Time Is Coming – 5:26 (Text: Billy)
5. Blessed in Contempt – 4:12 (Text: Billy, Skolnick, Peterson)
6. Greenhouse Effect – 4:52 (Text: Skolnick)
7. Sins of Omission – 5:00 (Text: Billy, Peterson, Skolnick)
8. The Ballad – 6:09 (Text: Skolnick, Billy)
9. Nightmare (Coming Back to You) – 2:20 (Text: Skolnick)
10. Confusion Fusion – 3:07 (Instrumental)

Alle Lieder wurden von Testament geschrieben und arrangiert, Texte wie angegeben.